# Wieland Speck
Wieland Speck (né en 1951 à Fribourg-en-Brisgau) est un réalisateur allemand qui depuis 1992 dirige la section « Panorama » de la Berlinale.

## Filmographie
- 1985 : Westler
- 1991 : Among Men
- 2000 : Escape to Life: The Erika and Klaus Mann Story